# Sant Jordi Desvalls
Sant Jordi Desvalls település Spanyolországban, Girona tartományban. Sant Jordi Desvalls Vilopriu, Colomers, Foixà, Flaçà, Sant Joan de Mollet, Cervià de Ter és Viladasens községekkel határos. Lakosainak száma 871 fő (2024).

## Népesség
A település népessége az elmúlt években az alábbi módon változott:
| Lakosok száma | 319  | 837  | 745  | 756  | 590  | 647  | 649  | 708  | 761  | 871  |
|               | 1717 | 1887 | 1936 | 1960 | 1986 | 2004 | 2009 | 2014 | 2019 | 2024 |